# Tres veces Ana (pel·lícula)
Tres veces Ana és una pel·lícula argentina en blanc i negre estrenada el 2 de novembre de 1961, dirigida per David José Kohon sobre el seu propi guió, que té com a principals intèrprets a María Vaner, Luis Medina Castro, Alberto Argibay i Walter Vidarte. La pel·lícula es compon de tres històries independents en cadascuna de les quals la protagonista principal, encarnada per María Vaner, es diu Ana.

## Sinopsi
La tierra és el nom de la primera història en la qual un grup de joves amics -tots homes- que es reunia habitualment en un suburbi de Buenos Aires on viuen veuen passar sovint a una jove bella i d'aparença pudorosa, encarnada per María Vaner, que també era de la zona. Arran dels comentaris que realitzen entre si sobre ella, un d'ells, representat per Luis Medina Castro, aposta al fet que aconseguirà conquistar-la.
La circumstància que els dos joves coincideixen sovint al tren que els porta a les seves ocupacions li dona oportunitat d'acostar-se a ella i iniciar una conversa. Ell viu amb els seus pares i germà i treballa en una fàbrica. en tant Ana viu sola amb la seva mare i treballa en una botiga de joguines.
Surten diverses vegades a passejar i comencen a tenir relacions íntimes de les quals resulta el seu embaràs. Quan el jove s'assabenta li diu que no vol casar-se, això és que no desitja modificar la vida de solter que està portant i en la qual se sent còmode i sense compromisos, i que ha d'avortar. Ana, que sens dubte preferiria casar-se i tenir el seu fill, es resigna i accepta que un metge que és oncle del jove interrompi l'embaràs. Malgrat les comandes d'ell de continuar la relació, ella immediatament després la talla per complet.
A El aire, la segona història Pepe i Raúl, dos nois de barri, passaran el dia en una platja de riu pròxima a Buenos Aires i per a canviar-se de roba usen una casella allí situada. En aquest lloc coneixen a diverses persones que evidentment no són les que habitualment freqüenten; entre ells hi ha dos homes d'origen alemany que beuen i discuteixen, un homosexual que canta i a més està Ana, que en un moment queda caracteritzada quan diu «tinc ganes i no sé de què». Ana actua en forma desenfadada i en diverses ocasions es dirigeix a Raúl com el «normal» que treballa i estudia matemàtiques. A boca de nit Ana convida a Pepe a sortir a la platja solitària amb l'evident fi que mantinguin relacions, i el jove consent. En tornar fa la mateixa invitació a Raúl; quan estan sols a la platja li diu a Ana que se sent atret per ella però no accepta tenir relacions perquè vol un vincle d'un altre tipus. Després hi ha una escena en la qual un dels alemanys no s'anima a suïcidar-se, però en empunyar Ana la pistola amb la qual pensava fer-ho es dispara sense conseqüències. Ana i els seus amics van cap a una festa en cotxe, Raúl tracta que es quedi però ella marxa i els joves tornen a la seva casa i a la seva vida.
La tercera història anomenada La nube té com a protagonista a Daniel, a qui anomenen «Monito», que treballa en un periòdic com diagramador i dibuixant. Com diu d'ell un altre dels personatges, Daniel és «un solitari per naixement». Un dia des del carrer veu una figura de dona a través d'una finestra i s'obsessiona amb ella, a qui anomena Ana, té ensomnis en les quals amb ella conversa, va al cinema, a un parc de diversions. Un dia quan passa per la casa adverteix que del balcó havia caigut un test amb flors pel que aprofita a prendre-la i pujar al departament. El rep una dona de mitjana edat que li agraeix el seu gest; llavors adverteix que la silueta que havia vist era la del maniquí de la modista que l'havia atès.

## Repartiment
- María Vaner (1935-2008).
- Luis Medina Castro (1928-1995).
- Alberto Argibay (1932-2007).
- Walter Vidarte (1931-2011).
- Carlos Alberto Usay
- Lautaro Murúa (1926-1995).
- Rossana Zucker
- Jorge Rivera López (1934-).
- José María Fra
- Javier Portales (1937-2003).
- Roberto Olivier
- Ovidio Fuentes (1929-1998).
- Mecha López
- Oscar Matarrese
- Pascual Nacaratti
- Jorge Cavanet
- Lucio Deval
- Beatriz Matar

## Comentari
Tres veces Ana, que va rebre el premi Cóndor de Plata al millor guió original de ficció en 1962, està plantejat com un tríptic sobre la dona somiada per tres portenys arquetípics. És un film sobre la solitud, la incomunicació, la insatisfacció, de l'home contemporani. La crònica del diari La Razón va dir sobre ella::
| « | Kohon ha pogut demostrar la intel·ligència del seu estil narratiu (a vegades abrupte, irregular, però sempre intens i apassionant) la seva imaginació cinematogràfica i un rigor per a ajustar-se a un tema i a un ritme sense complaences. | » |